# Le Champignon des Carpathes
Pour plus de détails, voir Fiche technique et Distribution.
Le Champignon des Carpathes est un film français réalisé par Jean-Claude Biette et sorti en 1990.

## Synopsis
Alors qu'un accident nucléaire est survenu dans la vallée du Rhône, une libraire parisienne recherche son père, metteur en scène shakespearien qui tente de monter une représentation d'Hamlet. L'interprète du personnage d'Ophélie, victime de l'accident nucléaire, est soignée dans une clinique. Marie, qui travaille dans la librairie de Jenny, entretient dans un pot un mystérieux « champignon des Carpathes » qui aurait des vertus thérapeutiques.

## Fiche technique
- Titre : Le Champignon des Carpathes
- Réalisateur : Jean-Claude Biette
- Scénario et dialogues : Jean-Claude Biette
- Image : Denis Morel
- Son : Martin Boissau et Yann Le Mapihan
- Montage : Marie-Catherine Miqueau
- Musique : Le Songe d'une nuit d'été de Félix Mendelssohn, Tristan et Yseult de Richard Wagner
- Producteurs : Marie Bodin, Jean-Claude Biette
- Société de production : Les Films du Trèfle
- Pays :  France
- Genre : comédie dramatique
- Durée : 100 minutes
- Date de sortie : France - 7 mars 1990

## Distribution
- Tonie Marshall : Jenny
- Howard Vernon : Jeremy Fairfax
- Valérie Jeannet : Marie
- Thomas Badek : Robert, dit Bob
- Laura Betti : Olympia
- Jacques Fieschi : le client de la librairie
- Laurent Cygler : Ludovic
- Richard Brousse : Christian
- Ima de Ranedo : Anna Maria
- Florence Darel : Madeleine, interprète d'Ophélie
- Patachou : Madame Ambrogiano, chef de la clinique
- Paul Minthe : Paul
- Jean-Frédéric Ducasse : Germain Brasuch
- Paulette Bouvet : la dame du banc
- Jorn Cambreleng : Laërtes
- Raphaële Barreaud : la fugueuse
- Philippe de Poix : l'homme de la rue des Cascades
- Hervé Duhamel : le mari de Jenny
- Pierre Sénélas : le chef dealer
- Jean-Paul Mondot : le simple dealer
- Philippe Beragne : le joueur de pipeau
- Joël Germaneau : l'électromédien
- Frédéric de Nexon : l'amateur de théâtre
- Emmanuèle Bernheim : la dramaturge
- Mathieu Riboulet : le solitaire du restaurant
- Geneviève Bigueure : la cliente du lait du champignon
- Gérard Vaugeois : le Roi
- Haydée Caillot : l'infirmière
- Jeanne Geiben : une infirmière
- Jean-Pierre Méchin : un patient
- François Henry : un acheteur de livres

## Autour du film
Retrouvés en 2013 lors de la préparation d'un rétrospective consacrée par la Cinémathèque française à Jean-Claude Biette, les négatifs du film étaient affectés par des moisissures ; ils ont fait l'objet d'une numérisation et d'une restauration aux laboratoires Hiventy.